# Batalla de Arbolito
La Batalla de Arbolito fue un enfrentamiento entre blancos y colorados en el marcó de la Revolución de 1897. en la localidad de  Arbolito Departamento de Cerro Largo

## Antecedentes
Los Muñiz y los Saravia estaban además enfrentados por un episodio trágico ocurrido un año antes. El 26 de noviembre de 1896, llegó a la estancia «Las Torres», almacén y pulpería propiedad de un yerno de Muñiz, una partida de rebeldes al mando de Juan Sosa, perteneciente a la División de Chiquito Saravia.

## El enfrentamiento
Si bien la intención inicial no era un enfrentamiento, éste se produjo y Alberto Muñiz mató de un disparo a Sosa. También llega al lugar, alertado por la columna de humo, Justino Muniz y allí se entera de que uno de sus hijos, Segundo de 16 años, no había podido escapar por un túnel por el que sí lo habían logrado el resto de los ocupantes, y el fuego lo sorprendió escondido en una de la torres.
Muñiz persigue a la partida hasta la frontera con Brasil pero no logra darles alcance. Desde entonces, la enemistad entre los Muñiz y los Saravia se vuelve irreconciliable.

## Muerte de chiquito Saravia
Chiquito Saravia muere en la batalla de Arbolito en el año 1897 a la edad 43 años.

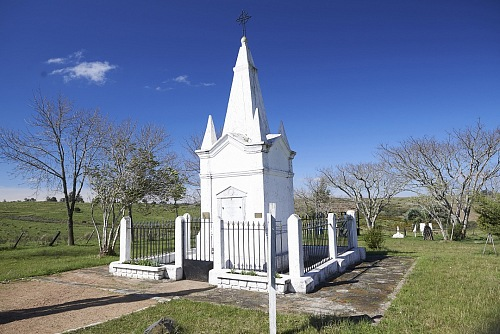
Foto sacada del monumento a la batalla de Arbolito